# Cratere Cleostratus
Cleostratus è un cratere lunare di 63,23 km situato nella parte nord-occidentale della faccia visibile della Luna, a nord-est del cratere Xenophanes e a ovest-sud-ovest del cospicuo cratere Pythagoras. Per la sua posizione, questo cratere appare assai elongato, visto dalla Terra.
Il bordo di questo cratere è divenuto arrotondato per la continua erosione, ed ora appare come una depressione circondata da un margine consumato. Una coppia di piccoli crateri giacciono attraverso il margine sudorientale, e fanno parte di una breve catena che prosegue verso ovest. Lungo il margine meridionale si eleva una rima lineare. Il cratere satellite Cleostratus E si sovrappone al bordo di nord-ovest, piegandolo verso l'interno. Il pianoro interno è piatto e privo di caratteristiche, eccettuato pochi impatti minori.
Il cratere è dedicato all'astronomo greco Cleostrato di Tenedo. 

## Crateri correlati
Alcuni crateri minori situati in prossimità di Cleostratus sono convenzionalmente identificati, sulle mappe lunari, attraverso una lettera associata al nome.
| Cleostratus | Coordinate            | Diametro (in km) |
| ----------- | --------------------- | ---------------- |
| A           | 62°40′12″N 77°39′00″W | 35,61            |
| E           | 60°55′48″N 79°43′48″W | 20,96            |
| F           | 61°31′48″N 80°34′48″W | 49,22            |
| H           | 61°16′48″N 81°58′12″W | 12,67            |
| J           | 61°23′24″N 83°39′36″W | 20,2             |
| K           | 61°58′48″N 81°04′48″W | 16,94            |
| L           | 62°16′48″N 79°18′00″W | 9,85             |
| M           | 61°30′N 75°12′W       | 9,09             |
| N           | 60°37′12″N 73°46′12″W | 5,26             |
| P           | 59°34′48″N 73°12′00″W | 7,13             |
| R           | 58°53′24″N 73°16′48″W | 6,44             |